# Países na cerimônia de abertura dos Jogos Olímpicos de Inverno de 2006
Durante a cerimônia de abertura dos Jogos Olímpicos de Inverno de 2006, atletas de todas as nações participantes desfilaram pelo Estádio Olímpico de Turim. Como é tradicional nos Jogos Olímpicos, a Grécia abriu o desfile, que foi encerrado pela delegação da Itália, anfitriã dos Jogos. A ordem do desfile dos outros países foi definida pelos nomes destes em italiano.
| #  | País                            | Atletas | Porta-bandeira             | Esporte                 |
| -- | ------------------------------- | ------- | -------------------------- | ----------------------- |
| 1  | GRE Grécia                      | 5       | Eleftherios Fafalis        | Esqui cross-country     |
| 2  | ALB Albânia                     | 1       | Erjon Tola                 | Esqui alpino            |
| 3  | ALG Argélia                     | 2       | Christelle Laura Douibi    | Esqui alpino            |
| 4  | AND Andorra                     | 3       | Alex Antor                 | Esqui alpino            |
| 5  | ARG Argentina                   | 9       | Maria Belen Simari Birkner | Esqui alpino            |
| 6  | ARM Armênia                     | 5       | Vazgen Azroyan             | Patinação artística     |
| 7  | AUS Austrália                   | 40      | Alisa Camplin              | Esqui estilo livre      |
| 8  | AUT Áustria                     | 85      | Renate Götschl             | Esqui alpino            |
| 9  | AZE Azerbaijão                  | 2       | Igor Lukanin               | Patinação artística     |
| 10 | BEL Bélgica                     | 4       | Kevin Van Der Perren       | Patinação artística     |
| 11 | BER Bermudas                    | 1       | Patrick Singleton          | Skeleton                |
| 12 | BLR Bielorrússia                | 28      | Alexandre Popov            | Biatlo                  |
| 13 | BIH Bósnia e Herzegovina        | 6       | Aleksandra Vasiljevic      | Biatlo                  |
| 14 | BRA Brasil                      | 10      | Isabel Clark               | Snowboard               |
| 15 | BUL Bulgária                    | 21      | Ekaterina Dafovska         | Biatlo                  |
| 16 | CAN Canadá                      | 196     | Danielle Goyette           | Hóquei no gelo          |
| 17 | CZE República Checa             | 85      | Martina Sáblíková          | Patinação de velocidade |
| 18 | CHI Chile                       | 9       | Daniela Anguita            | Esqui alpino            |
| 19 | CHN China                       | 78      | Yang Yang (A)              | Pista curta             |
| 20 | CYP Chipre                      | 1       | Theodoros Christodoulou    | Esqui alpino            |
| 21 | KOR Coreia do Sul               | 40      | Bora Lee                   | Patinação de velocidade |
| 22 | PRK Coreia do Norte             | 6       | Jong-In Han                | Patinação artística     |
| 23 | CRC Costa Rica                  | 1       | Arthur James Barton        | Esqui cross-country     |
| 24 | CRO Croácia                     | 24      | Janica Kostelić            | Esqui alpino            |
| 25 | DEN Dinamarca                   | 5       | Dorthe Holm                | Curling                 |
| 26 | EST Estônia                     | 28      | Eveli Saue                 | Biatlo                  |
| 27 | ETH Etiópia                     | 1       | Robel Teklemariam          | Esqui cross-country     |
| 28 | MKD República da Macedônia      | 3       | Gorgi Markovski            | Esqui alpino            |
| 29 | FIN Finlândia                   | 102     | Janne Lahtela              | Esqui estilo livre      |
| 30 | FRA França                      | 89      | Bruno Mingeon              | Bobsleigh               |
| 31 | GEO Geórgia                     | 3       | Vakhtang Murvanidze        | Patinação artística     |
| 32 | GER Alemanha                    | 164     | Kati Wilhelm               | Biatlo                  |
| 33 | JPN Japão                       | 112     | Joji Kato                  | Patinação de velocidade |
| 34 | GBR Grã-Bretanha                | 40      | Rhona Martin               | Curling                 |
| 35 | HKG Hong Kong                   | 1       | Yueshuang Han              | Pista curta             |
| 36 | IND Índia                       | 4       | Neha Ahuja                 | Esqui alpino            |
| 37 | IRI Irã                         | 2       | Saveh Shemshaki Shemshaki  | Esqui alpino            |
| 38 | IRL Irlanda                     | 4       | Kirsten McGarry            | Esqui alpino            |
| 39 | ISL Islândia                    | 5       | Dagny Kristjansdottir      | Esqui alpino            |
| 40 | ISV Ilhas Virgens americanas[a] | 1       | Anne Abernathy             | Luge                    |
| 41 | ISR Israel                      | 5       | Galit Chait                | Patinação artística     |
| 42 | KAZ Cazaquistão                 | 56      | Alexandr Koreshkov         | Hóquei no gelo          |
| 43 | KEN Quênia                      | 1       | Phillip Boit               | Esqui cross-country     |
| 44 | KGZ Quirguistão                 | 1       | Ivan Borisov               | Esqui alpino            |
| 45 | LAT Letônia                     | 58      | Artūrs Irbe                | Hóquei no gelo          |
| 46 | LIB Líbano                      | 3       | Edmond Keiroue             | Esqui alpino            |
| 47 | LIE Liechtenstein               | 6       | Jessica Walter             | Esqui alpino            |
| 48 | LTU Lituânia                    | 7       | Vida Venciene              | Chefe de missão         |
| 49 | LUX Luxemburgo                  | 1       | Fleur Maxwell              | Patinação artística     |
| 50 | MAD Madagascar                  | 1       | Mathieu Razanakolona       | Esqui alpino            |
| 51 | MDA Moldávia                    | 7       | Natalia Levtchenkova       | Biatlo                  |
| 52 | MON Mônaco                      | 4       | Patrice Servelle           | Bobsleigh               |
| 53 | MGL Mongólia                    | 2       | Khurel Baatar Khash-Erdene | Esqui cross-country     |
| 54 | NEP Nepal                       | 1       | Dachhiri Sherpa            | Esqui cross-country     |
| 55 | NOR Noruega                     | 81      | Pål Trulsen                | Curling                 |
| 56 | NZL Nova Zelândia               | 18      | Sean Becker                | Curling                 |
| 57 | NED Países Baixos               | 35      | Jan Bos                    | Patinação de velocidade |
| 58 | POL Polônia                     | 48      | Paulina Logocka            | Snowboard               |
| 59 | POR Portugal                    | 1       | Danny Silva                | Esqui cross-country     |
| 60 | ROM Romênia                     | 25      | Gheorghe Chiper            | Patinação artística     |
| 61 | RUS Rússia                      | 178     | Dmitry Dorofeev            | Patinação de velocidade |
| 62 | SMR San Marino                  | 1       | Marino Cardelli            | Esqui alpino            |
| 63 | SEN Senegal                     | 1       | Leyti Seck                 | Esqui alpino            |
| 64 | SCG Sérvia e Montenegro         | 6       | Jelena Lolovic             | Esqui alpino            |
| 65 | SVK Eslováquia                  | 62      | Walter Marx                | Luge                    |
| 66 | SLO Eslovênia                   | 42      | Tadeja Brankovič           | Biatlo                  |
| 67 | ESP Espanha                     | 16      | María José Rienda          | Esqui alpino            |
| 68 | USA Estados Unidos              | 211     | Chris Witty                | Patinação de velocidade |
| 69 | RSA África do Sul               | 3       | Alexander Heath            | Esqui alpino            |
| 70 | SWE Suécia                      | 112     | Anja Pärson                | Esqui alpino            |
| 71 | SUI Suíça                       | 143     | Philipp Schoch             | Snowboard               |
| 72 | TJK Tajiquistão                 | 1       | Andrei Drygin              | Esqui alpino            |
| 73 | TPE Taipé Chinês                | 1       | Chih-Hung Ma               | Luge                    |
| 74 | THA Tailândia                   | 1       | Prawat Nagvajara           | Esqui cross-country     |
| 75 | TUR Turquia                     | 6       | Tugba Karademir            | Patinação artística     |
| 76 | UKR Ucrânia                     | 53      | Natalia Yakushenko         | Luge                    |
| 77 | HUN Hungria                     | 20      | Rozsa Darazs               | Pista curta             |
| 78 | UZB Uzbequistão                 | 4       | Kayrat Ermetov             | Esqui alpino            |
| 79 | VEN Venezuela                   | 1       | Werner Hoeger              | Luge                    |
| 80 | ITA Itália                      | 184     | Carolina Kostner           | Patinação artística     |

- a  Após a cerimônia de abertura, a única representante das Ilhas Virgens Americanas, Anne Abernathy, do luge, sofreu uma lesão no punho e não competiu, deixando seu país sem representantes.[2]